# Intertoto Cup 1975
De Intertoto Cup was sinds 1967 een mogelijkheid voor ploegen om in de zomer te kunnen blijven voetballen. Deze editie van 1975 werd zoals gebruikelijk gehouden tijdens deze zomerstop. Er werden alleen groepswedstrijden georganiseerd, omdat het onhaalbaar bleek om nog knock-outronden te spelen na de zomerstop. Clubs hadden daarvoor een te druk programma en de UEFA had bepaald dat ploegen die al aan UEFA-toernooien zoals de twee edities van de Europa Cup meededen, niet mochten deelnemen aan andere toernooien.
Aan deze editie van het toernooi deden 40 ploegen mee. Net als vorig jaar waren er tien groepen van vier teams. Elk team speelde zes wedstrijden. Er deden zes ploegen mee uit Zweden; vijf uit Tsjecho-Slowakije; vier uit Denemarken, Nederland, Oostenrijk, Polen, West-Duitsland en Zwitserland; twee uit Portugal en de SFR Joegoslavië en één uit België.
Het Oostenrijkse VOEST Linz uit groep twee deed het dit toernooi het beste, het won al zijn wedstrijden en haalde dus de volle twaalf punten.

## Eindstanden

### Groep 1
| plaats | Club             | Doelpunten | Punten |
| ------ | ---------------- | ---------- | ------ |
| 1.     | Tirol Innsbruck  | 12 : 3     | 9      |
| 2.     | Standard Luik    | 9 : 5      | 8      |
| 3.     | Malmö FF         | 8 : 5      | 7      |
| 4.     | Sparta Rotterdam | 1 : 17     | 0      |

### Groep 2
| plaats | Club             | Doelpunten | Punten |
| ------ | ---------------- | ---------- | ------ |
| 1.     | VOEST Linz       | 18 : 6     | 12     |
| 2.     | Inter Bratislava | 13 : 6     | 8      |
| 3.     | B 1903 Kobenhavn | 8 : 13     | 2      |
| 4.     | FC Winterthur    | 4 : 18     | 2      |

### Groep 3
| plaats | Club                   | Doelpunten | Punten |
| ------ | ---------------------- | ---------- | ------ |
| 1.     | Eintracht Braunschweig | 13 : 5     | 8      |
| 2.     | Vojvodina Novi Sad     | 14 : 8     | 7      |
| 3.     | FC Zürich              | 6 : 8      | 6      |
| 4.     | Vejle BK               | 6 : 18     | 3      |

### Groep 4
| plaats | Club               | Doelpunten | Punten |
| ------ | ------------------ | ---------- | ------ |
| 1.     | Zagłębie Sosnowiec | 12 : 2     | 10     |
| 2.     | Sturm Graz         | 8 : 9      | 7      |
| 3.     | Telstar            | 5 : 8      | 5      |
| 4.     | Holbæk B&I         | 7 : 13     | 2      |

### Groep 5
| plaats | Club                   | Doelpunten | Punten |
| ------ | ---------------------- | ---------- | ------ |
| 1.     | TJ Zbrojovka Brno      | 15 : 6     | 10     |
| 2.     | Polonia Bytom          | 13 : 6     | 7      |
| 3.     | Tennis Borussia Berlin | 8 : 16     | 5      |
| 4.     | AIK Stockholm          | 7 : 15     | 2      |

### Groep 6
| plaats | Club             | Doelpunten | Punten |
| ------ | ---------------- | ---------- | ------ |
| 1.     | ROW Rybnik       | 8 : 3      | 10     |
| 2.     | Grasshopper-Club | 13 : 12    | 6      |
| 3.     | AZ'67            | 8 : 8      | 6      |
| 4.     | Östers IF        | 7 : 13     | 2      |

### Groep 7
| plaats | Club           | Doelpunten | Punten |
| ------ | -------------- | ---------- | ------ |
| 1.     | Atvidabergs FF | 8 : 4      | 7      |
| 2.     | MSV Duisburg   | 6 : 5      | 7      |
| 3.     | Slask Wroclaw  | 7 : 7      | 5      |
| 4.     | Admira Wacker  | 6 : 11     | 5      |

### Groep 8
| plaats | Club                | Doelpunten | Punten |
| ------ | ------------------- | ---------- | ------ |
| 1.     | FC Kaiserslautern   | 19 : 6     | 10     |
| 2.     | Bohemians Praag     | 9 : 6      | 10     |
| 3.     | BSC Young Boys Bern | 9 : 15     | 2      |
| 4.     | GAIS Göteborg       | 6 : 16     | 2      |

### Groep 9
| plaats | Club                 | Doelpunten | Punten |
| ------ | -------------------- | ---------- | ------ |
| 1.     | Belenenses           | 8 : 4      | 10     |
| 2.     | Spartak Trnava       | 17 : 7     | 8      |
| 3.     | FC Amsterdam         | 7 : 9      | 5      |
| 4.     | Kjøbenhavns Boldklub | 7 : 19     | 1      |

### Groep 10
| plaats | Club            | Doelpunten | Punten |
| ------ | --------------- | ---------- | ------ |
| 1.     | Celik Zenica    | 10 : 5     | 10     |
| 2.     | Vitoria Setubal | 6 : 6      | 6      |
| 3.     | Banik Ostrava   | 8 : 9      | 5      |
| 4.     | IF Elfsborg     | 6 : 10     | 3      |